# Худяков, Василий Григорьевич
Васи́лий Григо́рьевич Худяко́в (24 декабря 1825  [5 января 1826], Акшуат, Симбирская губерния — 14 [26] июля 1871, Санкт-Петербург) — русский живописец и график, последователь «романтического академизма», видный деятель художественной жизни рубежа николаевской и пореформенной эпох, работавший в Москве и Петербурге; мастер исторической картины, также был известен портретист и жанрист. Один из первых партнёров промышленника и коллекционера Павла Третьякова, автор знаменитой картины «Стычка с финляндскими контрабандистами» — официально первого произведения русской живописи в истории Третьяковской галереи. Академик (с 1851; ассоциированный член — «назначенный» с того же года) и профессор (с 1860) Императорской Академии художеств.

## Биография
Василий Худяков родился 24 декабря 1825 года (5 января 1826 года) в селе Акшуат (Шуваты) Корсунского уезда Симбирской губернии (ныне Барышский район Ульяновской области) в семье крепостных крестьян сенатора И. П. Поливанова.
Учился в Строгановском училище технического рисования в Москве, откуда через полтора года перешёл в Московское училище живописи и ваяния. Здесь ближайшим его наставником был профессор Ф. С. Завьялов, пригласивший его к себе в помощники при расписывании Святых Сеней в Кремлёвском дворце. Ещё в бытность свою в московском училище Худяков за присланные в Императорскую академию художеств работы был награждён от неё большой серебряной медалью и получил звание художника с правом на чин XIV класса (1847).
Переселился в Санкт-Петербург (1848) и поступил вольноприходящим учеником в Академию художеств, но поспешил взять аттестат на звание свободного художника, на которое давала ему право полученная медаль, и через то лишился возможности конкурировать на большую золотую медаль Академии.
В Петербурге он писал преимущественно портреты и образа по частным заказам. Получил звание «назначенного в академики» (1851) и в том же году за портрет ректора архитектуры А. И. Мельникова (находился в конференц-зале Академии художеств; после революции принадлежал Русскому музею, ныне снова в музее Академии художеств) был признан академиком. После того им были исполнены, сверх портретов разных лиц и образов для церкви Тульского кадетского корпуса и других церквей, картины:
- «Финляндские контрабандисты» (находится в Третьяковской галерее в Москве; официально первая картина в истории коллекции, приобретённая Павлом Третьяковым в 1856 году),
- «Гонение христиан на Востоке» (приобретена императором Николаем I для подарка греческому королю Оттону) и
- «Куликовская битва» (куплена г. Хлудовым, в Москве).

## Поездка в Италию
В 1857 году Худяков отправился в Италию, где провёл, живя главным образом в Риме и Неаполе, четыре года — до тех пор, пока Московское общество любителей художеств в 1860 году не вызвало его для занятий должности преподавателя в тамошнем училище живописи и ваяния. В том же году за написанную в Италии по заказу графа Г. А. Кушелева-Безбородки картину из римского народного быта «Игра в шары» Академия возвела Худякова в звание профессора.

## Вновь в Петербурге
В Москве он пробыл недолго и, возвратившись в Петербург, являлся со своими произведениями на академических выставках до самой своей смерти, последовавшей от холеры. Из числа этих произведений заслуживают быть упомянутыми:
- «Иродиада с дочерью, ожидающая главы св. Иоанна Предтечи» (1861),
- «Тайное посещение» (1862),
- «Кандиоты в ожидании прибытия парохода Аркадион» (1867) и
- «Пленённая царица Сююмбике, покидающая Казань» (1870).

## Оценка творчества
Худяков не обладал особенно находчивой фантазией, но был прекрасный рисовальщик и колорист, хотя и несколько цветистый, но умевший сильно воспроизводить освещение и достигать большой рельефности изображенного. Однако последние его картины значительно слабее тех, которые написаны им в Италии и в первое время по возвращении из неё. Из его работ, находящихся в общественных коллекциях, можно указать на несколько этюдов, писанных масляными красками, и на две акварели:
- «Русские художники на карнавале в Риме» и
- «Проповедь в итальянской церкви» в Музее императора Александра III в Санкт-Петербурге

на вышеупомянутых
- «Финляндских контрабандистов»,

на картину
- «У гробницы» и на
- «Этюд в Олевано, близ Рима» в Третьяковской галерее, в Москве.

## Галерея

Примеры работ В. Г. Худякова
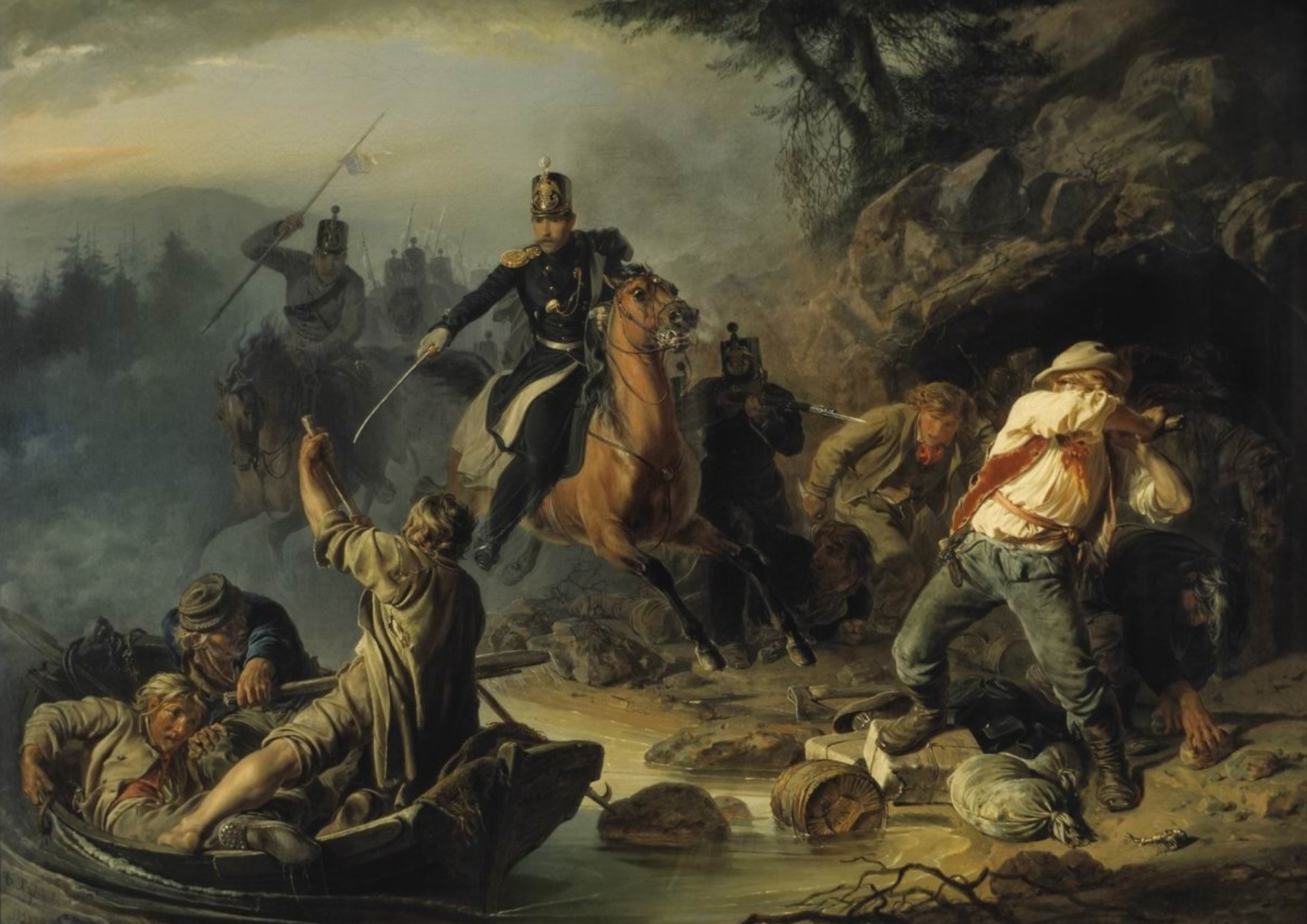
Стычка с финляндскими контрабандистами. 1853
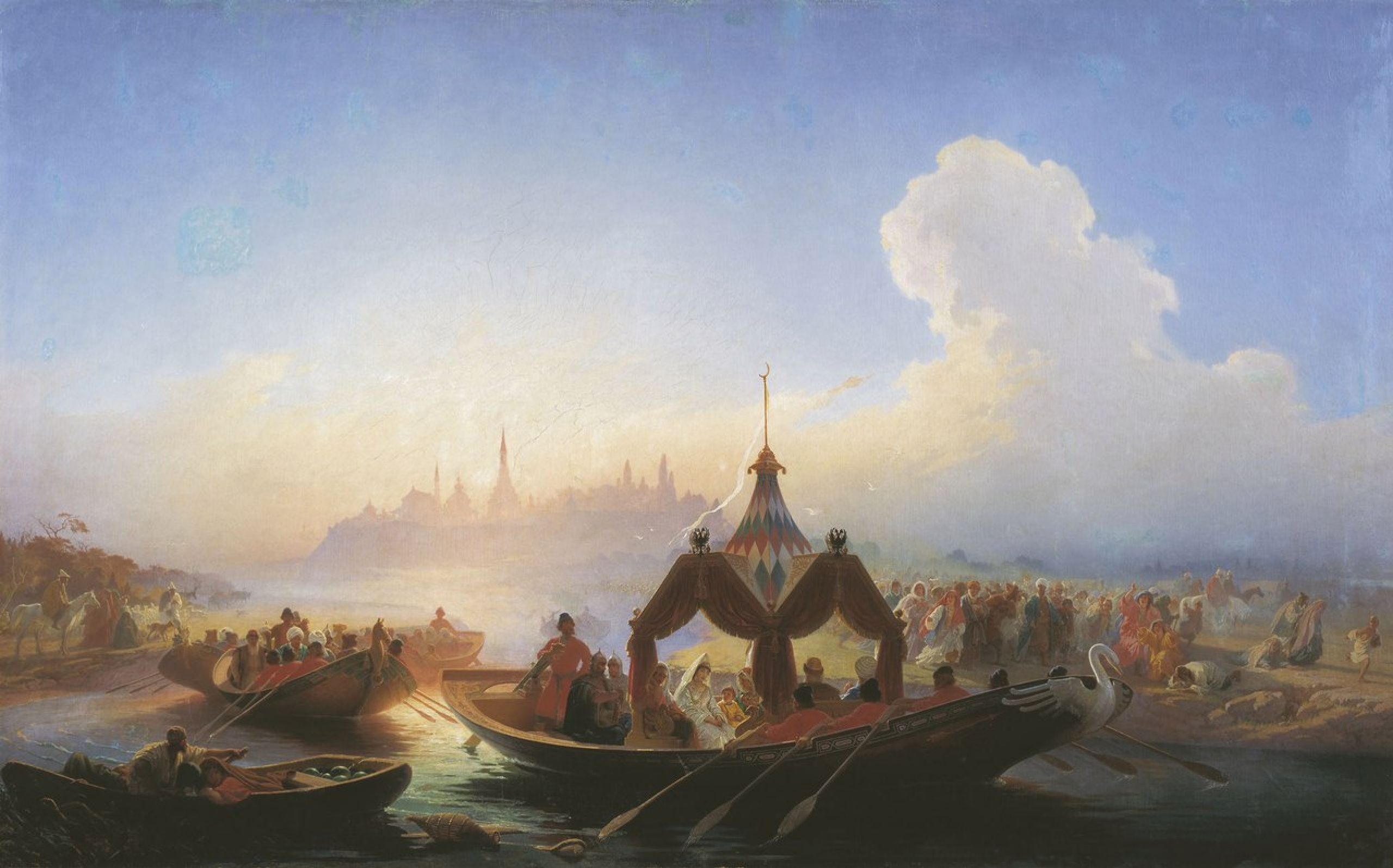
Пленённая царица Сююмбике, покидающая Казань. 1870
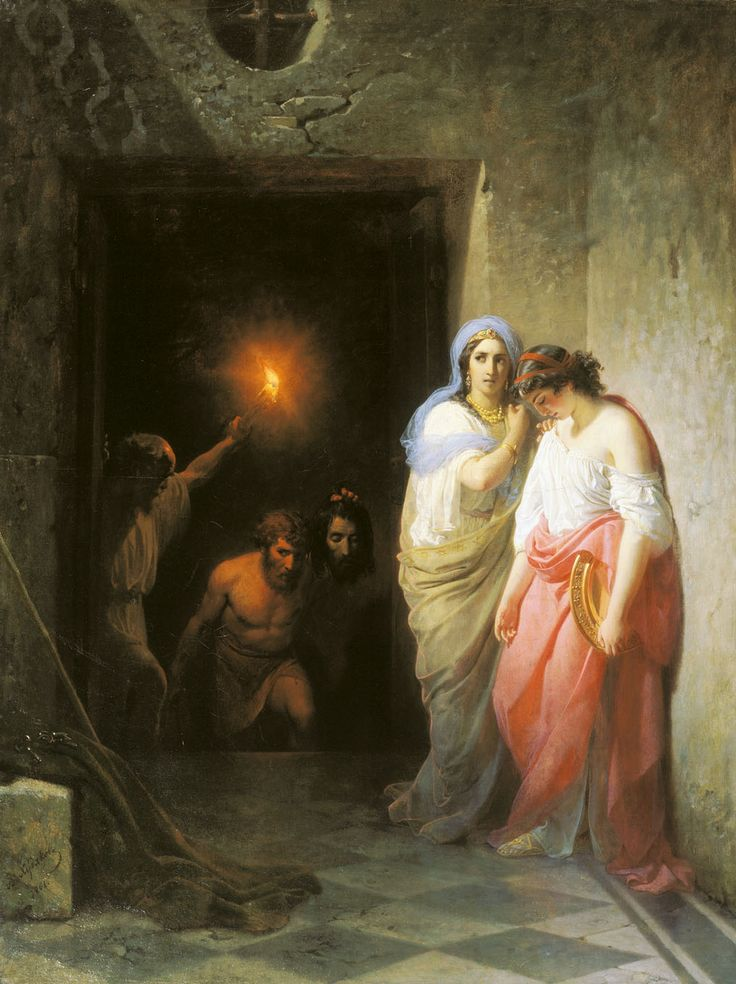
Иродиада с дочерью, ожидающая главы св. Иоанна Предтечи
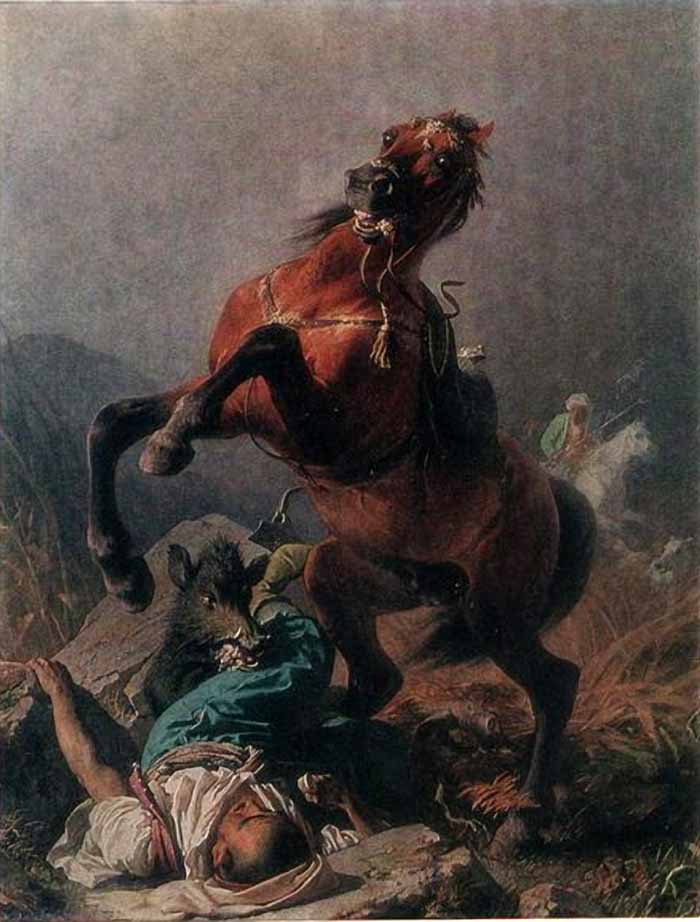
Дикий конь